# 催產素 (藥物)
催產素（Oxytocin），其藥物名稱為Pitocin，也有其他名稱，是由人工合成的催产素。其醫療用途包括使子宮收縮（引產）、催生、以及產後出血的止血。若用在這些用途上，會用肌肉注射或靜脈注射方式給藥。
催產素作為醫療用途時，會引發強烈的子宮收縮，為胎兒健康帶來風險，懷孕女性常見的副作用為想吐、心跳過緩，嚴重的副作用有因劑量過重導致子宮破裂以及水中毒，對此藥過敏反應可能為過敏性休克。
催產素做為藥物的應用開始於1911年。早在1911年，醫生就已在臨床上應用含有催產素的腦下垂體萃取物，也就所謂的「后叶催产素」，來促進子宮收縮以對治難產的問題。但在此種腦下垂體萃取物做為藥物並於臨床上得到應用後的40多年，到了1952年，催產素的本體才被發現並被分離，並在1953年為美國化學家文森特·迪维尼奥首次人工合成。催產素是醫療系統內最有效且安全的必需藥物之一，名列世界衛生組織基本藥物標準清單中；2014 年，在發展中國家的批發價約在一劑 0.1 美金到 0.56 美元之譜。